# Rounaq Jahan

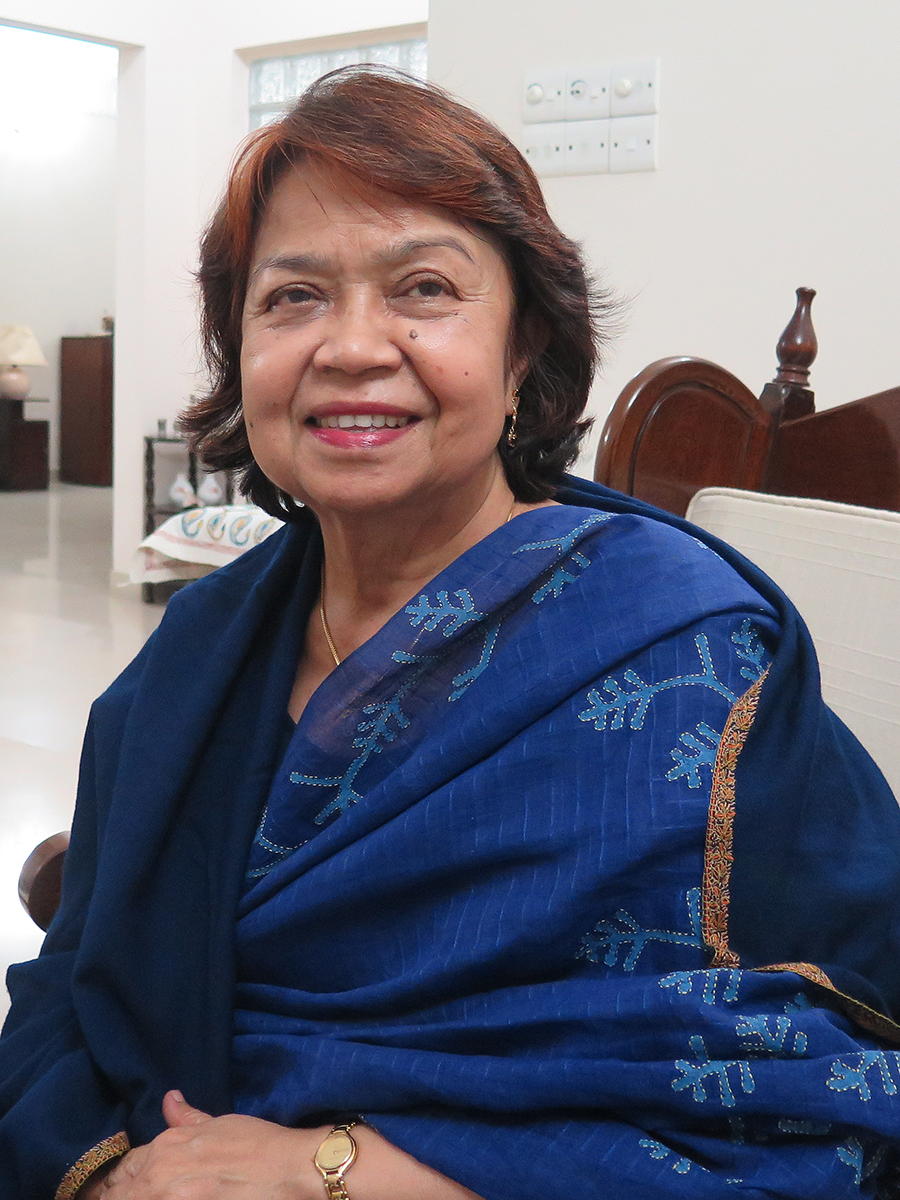
Rounaq Jahan

Rounaq Jahan (bengalisch রওনক জাহান; geb. 1944) ist eine bangladeschische Politikwissenschaftlerin, Feministin und Autorin. Früher Fakultätsmitglied an der University of Dhaka, unterrichtet und forscht Jahan seit 1990 an der Columbia University. Sie war 1977 Vertreterin Bangladeschs bei der 32. Sitzung der Generalversammlung der Vereinten Nationen. Sie gründete 1973 Women for Women, eine der ersten feministischen Forschungszentren in Bangladesch und ist Direktorin der Research Initiatives Bangladesh (RIB).

## Ausbildung
Jahan erlangte 1963 ihren Master-Abschluss in Politikwissenschaften an der Universität von Dhaka und 1968 an der Harvard University in 1968. 1970 erhielt sie ihren Ph.D. an der Harvard University.

## Karriere
Jahan ging 1970 an die Universität von Dhaka, wo sie Undergraduate- und Graduate-Kurse in Vergleichender Politik, Politischer Entwicklung und Forschungsmethologie unterrichtete. Von 1973 bis 1975 war sie Vorsitzende des Fachbereichs Politikwissenschaften der Universität. Sie betreute zudem M.Phil.-Studenten und Doktoranden, bis sie 1993 die Universität verließ. Sie war 1979 wissenschaftliche Mitarbeiterin am Chr. Michelsen Institute in Bergen (Norwegen); 1975–1976 wissenschaftliche Mitarbeiterin in der Fakultät für Politikwissenschaften und im Arbeitsausschuss für Südasien an der University of Chicago; 1980 Gastforscherin im Arbeitsausschuss für Südasien an der University of Chicago; 1978 Senior Research Associate am Center for Asian Development Studies an der  Boston University; und 1971 bis 1972 Research Associate am Center for International Affairs und der John F. Kennedy School of Government an der Harvard University.
Während ihrer Amtszeit an der Universität von Dhaka arbeitete Jahan in mehreren gesetzgebenden Ausschüssen der Regierung von Bangladesch als Fachberaterin auf den Gebieten Bildung, Kultur, ländliche Entwicklung, Frauen und Bevölkerung. Sie arbeitete zudem als Beraterin des Entwicklungsprogramms der Vereinten Nationen (UNDP), des Bevölkerungsfonds der Vereinten Nationen (UNFPA), des Entwicklungsfonds der Vereinten Nationen für Frauen (UNIFEM), des Kinderhilfswerks der Vereinten Nationen (UNICEF), des Kapitalentwicklungsfonds der Vereinten Nationen (UNCDF), der Schwedischen Agentur für internationale Entwicklungszusammenarbeit (SIDA), der Norwegischen Agentur für  Entwicklungszusammenarbeit (NORAD), der Behörde der Vereinigten Staaten für internationale Entwicklung (USAID), Organisation für wirtschaftliche Zusammenarbeit und Entwicklung (OECD), der Ford Foundation, der Rockefeller-Stiftung, und Nichtregierungsorganisationen wie der International Women’s Health Coalition.
Jahan war 1985 bis 1989 Vorsitzende der Programmabteilung für Landfrauen, Beschäftigung und Entwicklung der Internationale Arbeitsorganisation (ILO) in Genf (Schweiz). Sie war zwei Jahre lang Koordinatorin des Programms zu Integration von Women in Development am United Nations Asia Pacific Development Centre (APDC) in Kuala Lumpur, Malaysia. Jahan war Mitglied des Vorstands von Human Rights Watch in New York City, des Stiftungsrats des Population Council, des internationalen Rats der Asia Society, und des Beratungsausschusses für ländliche Entwicklung der ILO.
Seit 1990 arbeitete Jahan als Senior Research Scholar am Southern Asian Institute und als außerordentliche Professorin für Außenpolitik an der School of International and Public Affairs der Columbia University. Dort unterrichtete sie Graduate-Kurse für Frauen und Entwicklung: Key Policy Issues (1991–95), Gender, Politics and Development (1998) und Arsenic Crisis in Bangladesh (2000).
Jahan ist mit dem bangladeschischen Ökonomen und Freiheitskämpfer Rehman Sobhan verheiratet.
2008 erhielt sie den Radcliffe Award der Harvard University.

## Werke (Auswahl)
Hauptthema von Jahans Forschung ist Gender und Entwicklung, Governance, Gesundheit und Politik von Bangladesch. Sie ist zudem produktive Autorin von Artikeln, die in Büchern, akademischen Journalen, Zeitschriften und Zeitungen erscheinen.
- Bangladesh: Promise and Performance (edited, Zed Books, 2000)
- The Elusive Agenda: Mainstreaming Women in Development (St. Martin’s Press, 1995)
- Bangladesh Politics: Problems and Issues (University Press, 1980)
- Women and Development: Perspectives from South and South-East Asia (coedited with Hanna Papanek, Bangladesh Institute of Law and International Affairs, 1979)
- Pakistan: Failure in National Integration (Columbia, 1972).